# Joachim Meisner
Joachim Meisner, född 25 december 1933 i Breslau, Tyskland, död 5 juli 2017 i Bad Füssing, Bayern, var en tysk kardinal och ärkebiskop. 

## Biografi
Joachim Meisner studerade teologi och filosofi i Erfurt åren 1956–1959. Därefter studerade han vid Gregoriana i Rom och avlade där doktorsexamen i teologi. Han prästvigdes 1962. 
År 1975 utnämndes Meisner till titulärbiskop av Vina och hjälpbiskop av Erfurt-Meiningen och biskopsvigdes den 17 maj samma år. År 1980 installerades han som biskop av Berlin.
Den 2 februari 1983 upphöjde påve Johannes Paulus II Meisner till kardinal med Santa Pudenziana som titelkyrka. I december 1988 utnämndes Meisner till ärkebiskop av Köln och installerades i februari året därpå. I kraft av detta ämbete var han värd för Världsungdomsdagen i Köln år 2005.
Meisner deltog i konklaven 2005, vilken valde Benedikt XVI till ny påve och även i konklaven 2013, vilken valde Franciskus.  
Tillsammans med kardinalerna Carlo Caffarra, Walter Brandmüller och Raymond Leo Burke inlade Meisner i november 2016 dubia till påve Franciskus och bad denne att klargöra vissa skrivningar i den apostoliska uppmaningen Amoris laetitia.
Kardinal Meisner avled i juli 2017 och är begravd i kryptan i Kölnerdomen.